# اس‌ام‌اس وینتا (۱۸۹۷)
اس‌ام‌اس وینتا (۱۸۹۷) (به انگلیسی: SMS Vineta (1897)) یک کشتی بود که طول آن ۱۱۰٫۶ متر (۳۶۳ فوت) بود. این کشتی در سال ۱۸۹۷ ساخته شد.